# Icefields Parkway

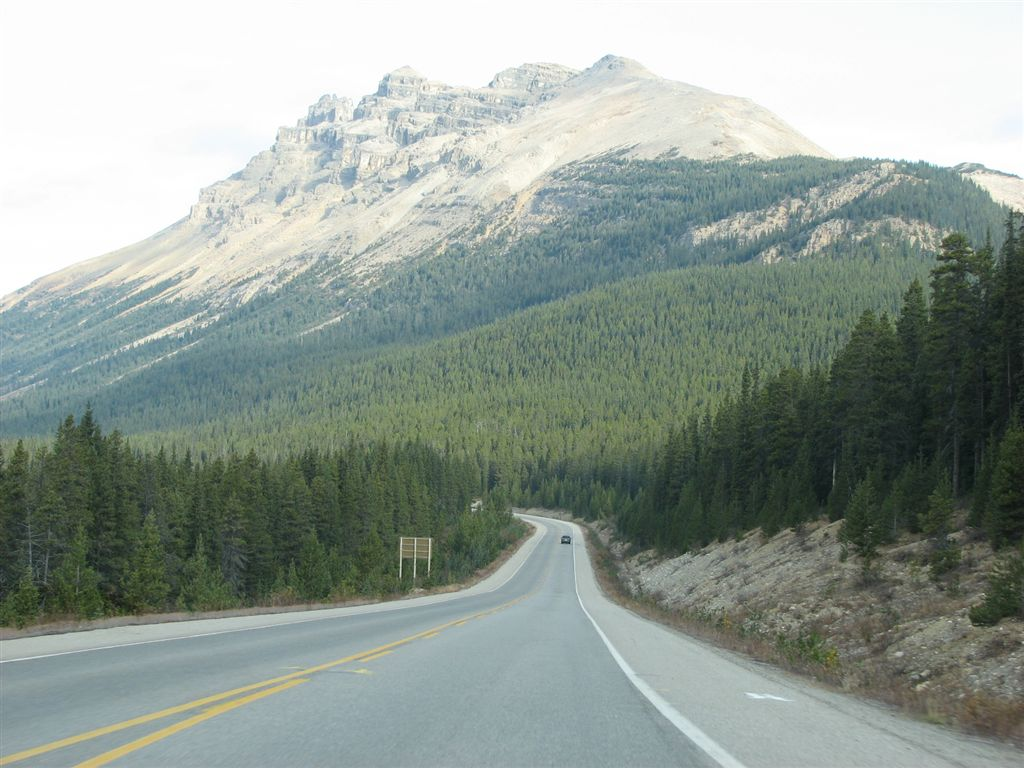
Icefields Parkway

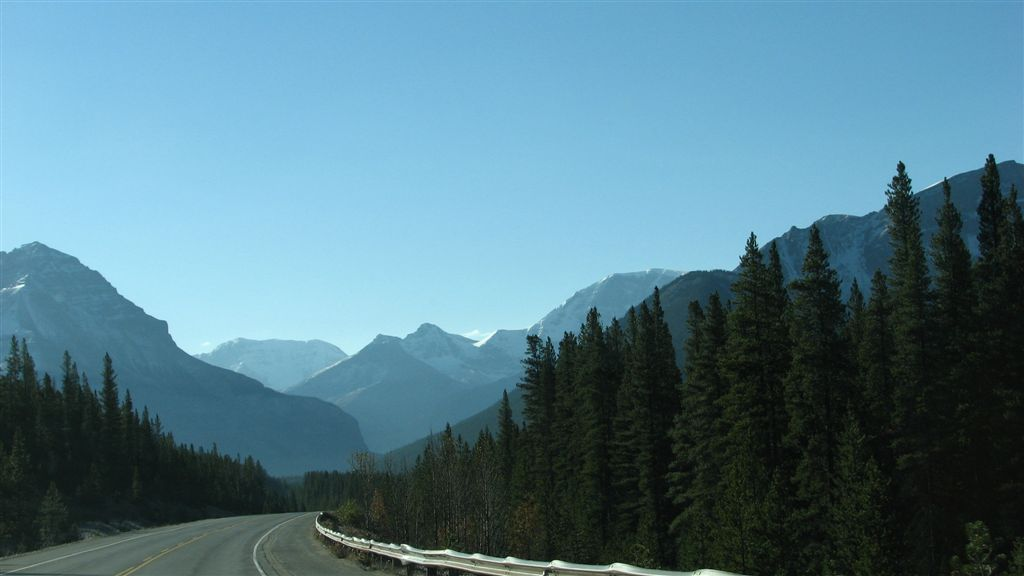
Icefields Parkway

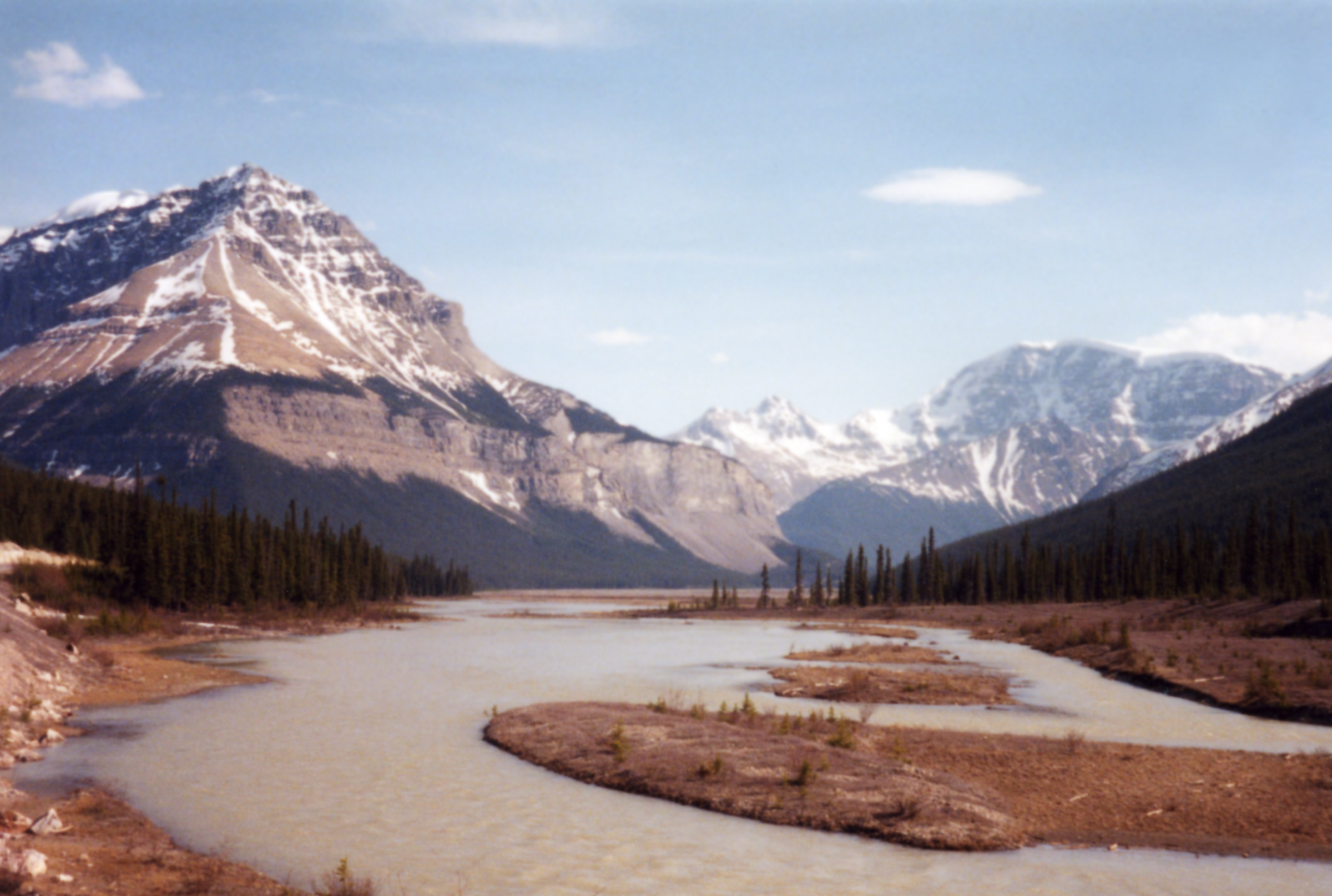

Amplasarea șoselei pe harta Canadei

Icefields Parkway (în franceză Promenade des Glaciers) este una dintre cele mai frumoase șosele magistrale din lume. Ea are lungimea de  230 km, fiind amplasată în munții Rocky Mountains, din Canada. Traversează Columbia Icefield și leagă Lake Louise din provincia Alberta cu Jasper care este situat la granița dintre provinciile canadine Alberta și British Columbia.

## Atracții turistice
- Ghețarul Crowfoot
- Trecătoarea Bow  (2.088 m) și Peyto Lake
- Canionul Mistaya
- Saskatchewan Crossing
- Parker Ridge
- Trecătoarea Sunwapta
- Columbia Icefield
- Cascadele Athabasca și Sunwapta